# Roland Collombin
Roland Collombin nació el 17 de febrero de 1951 en Bagnes (Suiza), es un esquiador retirado que ganó una Medalla Olímpica de plata, una Medalla en el Campeonato del Mundo de plata, dos Copas del Mundo en disciplina de Descenso y ocho victorias en la Copa del Mundo de Esquí Alpino (con un total de once pódiums).

## Resultados

### Juegos Olímpicos de Invierno
- 1972 en Sapporo, Japón
  - Descenso: 2.º

### Campeonatos Mundiales
- 1972 en Sapporo, Japón
  - Descenso: 2.º

### Copa del Mundo

#### Clasificación general Copa del Mundo
- 1971-1972: 38.º
- 1972-1973: 3.º
- 1973-1974: 4.º

#### Clasificación por disciplinas (Top-10)
- 1972-1973:
  - Descenso: 1.º
- 1973-1974:
  - Descenso: 1.º

#### Victorias en la Copa del Mundo (8)

##### Descenso (8)
| Fecha                   | Lugar                  |
| ----------------------- | ---------------------- |
| 15 de diciembre de 1972 | Val Gardena            |
| 6 de enero de 1973      | Garmisch-Partenkirchen |
| 7 de enero de 1973      | Garmisch-Partenkirchen |
| 27 de enero de 1973     | Kitzbühel              |
| 6 de enero de 1974      | Garmisch-Partenkirchen |
| 12 de enero de 1974     | Avoriaz                |
| 19 de enero de 1974     | Wengen                 |
| 26 de enero de 1974     | Kitzbühel              |